# Neprebojni jopič
Neprebojni jopič je del osebne zaščite, ki pripomore zadržati silo udarca ter zmanjša in zaustavi pot izstrelkov strelnega orožja, šrapnelov ter ostalega orožja do telesa. Nosimo ga na zgornjem delu telesa. Mehki jopiči, oziroma ang. Soft vests, so narejeni iz več slojev tkanin in laminiranih vlaken ter lahko nosilca zaščitijo pred malo-kalibrsko pištolo, šibrovko in manjšimi izstrelki ročne granate. 
Takšni jopiči imajo pogosto vstavljeno tudi balistično ploščo. Kovinske ali keramične plošče lahko uporabimo pri mehkejših jopičih, katere zagotavljajo dodatno zaščito pred izstrelki dolgocevnega orožja. Kovinski deli ali tesno prepletene tkanine vlaken v slojih, lahko jopiču zagotovijo zaščito pred vbodi nožev ali drugimi podobni predmeti. Neprebojne jopiče s sloji pogosto nosijo policisti, osebe pri katerih obstaja možnost, da bodo ustreljeni (nacionalni voditelji), varnostniki in telesni stražarji. Neprebojne jopiče ojačene s ploščami pa pogosto nosijo vojaki na bojiščih, policijske posebne enote in reševalna ekipa talcev.
Neprebojni jopiči so lahko združljivi tudi z drugimi predmeti zaščitne obleke, kot je na primer zaščitna ali bojna čelada. Jopiči, ki so namenjeni za policijsko ali vojaško rabo, lahko vsebujejo tudi zaščito za ramena in stransko zaščito. Protibombna enota pa ima posebne obleke z dodatno ojačitvijo, posebno zaščitno čelado ter zaščito hrbtenice. 

## Splošno
Neprebojni jopiči so sestavljeni iz večjega števila plasti zelo močnih vlaken, katera zadržijo in deformirajo izstrelek v obliko krožnika. Pri tem se sila udarca porazdeli na večjo površino in tako zmanjša možnost penetracije izstrelka skozi jopič. Nekaj plasti je lahko uničenih med deformacijo izstrelka, vendar ne v celoti, oziroma v veliki večini. 
Medtem, ko jopič preprečuje preboj izstrelka skozi plasti, nosilec (človek) absorbira silo izstrelka in to občuti kot udarec. Izstrelek moderne pištole lahko tudi brez velikega preboja plasti povzroči velike podplutbe, takoj pod točko udarca. Lastnosti in karakteristike jopiča običajno vsebujejo zahteve prebojne upornosti in meje sile izstrelka na jopič. 
Jopiči, ki so narejeni za izstrelke iz strelnega orožja, zagotovijo manjšo varnost proti ostrim predmetom, kot so noži, špice, cepini ali metki, ki vsebujejo železno jedro namesto svinca. To se zgodi zaradi tega, ker imajo takšni predmeti manjšo vstopno silo, katera se skozi preboj čez plasti linearno zmanjšuje na manjšem področju. 
Tekstilni jopiči so nadgrajeni s kovino (železo, titan), keramiko ali polietilenskimi ploščami, kateri zagotovijo dodatno zaščito na pomembnih področjih. Takšne plošče so pokazale učinkovitost proti vsem izstrelkom ročne pištole ter nekaj pušk. Nadgrajeni jopiči so postali nek standard v vojaški uporabi, medtem, ko so mehki jopiči neučinkoviti proti izstrelkom vojaških pušk. Pazniki in policija pogosto uporablja jopiče kateri so posebno namenjeni za ostre predmete. Takšni jopiči lahko vsebujejo prevlečen in laminiran para-amidni tekstil ali kovinske dele.

## Zgodovina

### 1. Svetovna vojna
Bojevniki v 1. Svetovni vojni niso imeli namena opremiti vojake z neprebojnimi jopiči. Različna privatna podjetja, kot je na primer Birmingham Chemico Body Shield, so oglaševale obleke za zaščito telesa, vendar je bila taka oprema, v tistem času precej draga za navadnega vojaka. Prvi uradni poskusi naročanja neprebojnih jopičev so bili v letu 1915, s strani britanskega vojaškega odbora za oblikovanje; bili so namenjeni za zaščito pilotov bomberjev, kateri so bili v zraku izpostavljeni različnim izstrelkom. Vsakodnevna uporaba začetnih jopičev je prišla v operativo leta 1916, naslednjega leta pa je bil uveden tudi utrjen prsni oklep.
Britanska vojaška zdravstvena enota je proti koncu 1. svetovne vojne ugotovila, da bi se z uporabo pravilnih delujočih jopičev, vojne poškodbe zmanjšale za približno 75%.
Združene države Amerike so razvile več vrst neprebojnih jopičev, vključno z Brewster Body Shield, kateri je sestavljen iz prsnega oklepa ter naglavnega dela. Prenesel je lahko izstrelke pištole znamke Lewis, kateri so potovali s hitrostjo 820 m/s, vendar so bili nerodni in težki (18 kg).

### 2. Svetovna Vojna
Leta 1940 zdravstvena raziskovalna ekipa v VB predlagala uporabo lažjih zaščitnih oblek za splošno uporabo v pehoti in težje zaščitne obleke za vojake v bolj nevarnih položajih, kot je na primer protiletalska in morska enota. V februarju 1941 so pričeli s poskusi zaščitnih oklepov z manganovimi jeklenimi ploščami. Dve plošči sta pokrivali sprednji del, na zadnjem spodnjem delu pa je ena plošča varovala ledvice in druge notranje organe. Na takšen princip je bilo narejenih 5000 kompletov, kateri so bili dokaj ugodni za nositi.
Sovjetska vojska je med drugo svetovno vojno uporabljala različne tipe neprebojnih jopičev, vključno s SN-42 ("Stalnoi Nagrudnik", kar pomeni jekleni prsni oklep ter leto izdelave). Vsi oklepi so bili testirani, vendar je bil samo SN-42 tisti oklep, kateri je šel v proizvodnjo. Sestavljen je bil iz dveh stisnjenih jeklenih plošč, kateri sta ščitili sprednji prsni del ter dimeljne. Plošči sta bili debeli 2 mm in težki 3,5 kg. Takšni jopiči so bili namenjeni SHISBr in vojakom, ki so se bojevali s pomočjo tankov. SN-42 je vojake varoval pred metki 9x19 mm, izstreljeni iz MP 40 na razdalji 100 m. Tako so bili zelo uporabni v urbanih območjih, kot je bila na primer bitka za Stalingrad. Zaradi teže so bili jopiči dokaj neuporabni za pehoto na odprtem. 

## Standardi
| Stopnja zaščite                               | Zaščita |
| --------------------------------------------- | --- |
| Tip I .22 LR .380 ACP                         | Ta vrsta jopiča vas zaščiti pred: - 2.6 g (40 gr) .22 Long Rifle Lead Round Nose (LR LRN), metki s hitrostjo 329 m/s (1080 ft/s ± 30 ft/s) - 6.2 g (95 gr) .380 ACP Full Metal Jacketed Round Nose (FMJ RN), metki s hitrostjo 322 m/s (1055 ft/s ± 30 ft/s). Ni več del standarda. |
| Tip IIA 9×19mm .40 S&W .45 ACP                | Nov jopič zaščiti pred: - 8 g (124 gr) 9×19mm Parabellum Full Metal Jacketed Round Nose (FMJ RN), metki s hitrostjo 373 m/s ± 9.1 m/s (1225 ft/s ± 30 ft/s) - 11.7 g (180 gr) .40 S&W Full Metal Jacketed (FMJ), metki s hitrostjo 352 m/s ± 9.1 m/s (1155 ft/s ± 30 ft/s) - 14.9 g (230 gr) .45 ACP Full Metal Jacketed (FMJ), metki s hitrostjo 275 m/s ± 9.1 m/s (900 ft/s ± 30 ft/s). Prilagojen jopič zaščiti pred: - 8 g (124 gr) 9 mm FMJ RN, metki s hitrostjo 355 m/s ± 9.1 m/s (1165 ft/s ± 30 ft/s) - 11.7 g (180 gr) .40 S&W FMJ, metki s hitrostjo 325 m/s ± 9.1 m/s (1065 ft/s ± 30 ft/s) - 14.9 g (230 gr) .45 ACP Full Metal Jacketed (FMJ), metki s hitrostjo 259 m/s ± 9.1 m/s (850 ft/s ± 30 ft/s). Prav tako nudi zaščito pred grožnjami omenjenih v [Tip I]. |
| Tip II 9 mm .357 Magnum                       | Nov jopič zaščiti pred: - 8 g (124 gr) 9 mm FMJ RN, metki s hitrostjo 398 m/s ± 9.1 m/s (1305 ft/s ± 30 ft/s) - 10.2 g (158 gr) .357 Magnum Jacketed Soft Point, metki s hitrostjo 436 m/s ± 9.1 m/s (1430 ft/s ± 30 ft/s). Prilagojen jopič zaščiti pred - 8 g (124 gr) 9 mm FMJ RN, metki s hitrostjo 379 m/s ±9.1 m/s (1245 ft/s ± 30 ft/s) - 10.2 g (158 gr) .357 Magnum Jacketed Soft Point, metki s hitrostjo 408 m/s ±9.1 m/s (1340 ft/s ± 30 ft/s). Prav tako nudi zaščito pred grožnjami omenjenih v [Tip I in IIA]. |
| Tip IIIA .357 SIG .44 Magnum                  | Nov jopič zaščiti pred - 8.1 g (125 gr) .357 SIG FMJ Flat Nose (FN), metki s hitrostjo 448 m/s ± 9.1 m/s (1470 ft/s ± 30 ft/s) - 15.6 g (240 gr) .44 Magnum Semi Jacketed Hollow Point (SJHP), metki s hitrostjo 436 m/s (1430 ft/s ± 30 ft/s). Prilagojen jopič zaščiti pred - 8.1 g (125 gr) .357 SIG FMJ Flat Nose (FN), metki s hitrostjo 430 m/s ± 9.1 m/s (1410 ft/s ± 30 ft/s) - 15.6 g (240 gr) .44 Magnum Semi Jacketed Hollow Point (SJHP), metki s hitrostjo 408 m/s ± 9.1 m/s (1340 ft/s ± 30 ft/s). Prav tako nudi zaščito pred grožnjami v veliki večini ročnih pištol ter grožnje omenjenih v [Tip I, IIA, in II]. |
| Tip III Dolgocevno orožje                     | Prilagojen jopič zaščiti pred - 9.6 g (148 gr) 7.62×51mm NATO M80 ball, metki s hitrostjo 847 m/s ± 9.1 m/s (2780 ft/s ± 30 ft/s). Prav tako nudi žaščito pred grožnjami omenjenih v [Tip I, IIA, II, in IIIA]. |
| Tip IV Dolgocevno orožje z zmožnostjo preboja | Prilagojen jopič zaščiti pred - 10.8 g (166 gr) .30-06 Springfield M2 armor-piercing (AP), metki s hitrostjo 878 m/s ± 9.1 m/s (2880 ft/s ± 30 ft/s). Prav tako nudi zaščito pred vsaj enim prebojem proti grožnjam omenjenih v [Tip I, IIA, II, IIIA, and III]. |